# Yvonne Maabo
Yvonne Maabo is een Surinaams politicus. Ze deed voor de BVD/PVF Combinatie mee aan de verkiezingen van 2010 en voor de voor de Nationale Democratische Partij (NDP) aan de verkiezingen van 2015. Voor de laatste partij maakte ze haar entree in de De Nationale Assemblée (DNA) op 25 september 2018.

## Biografie
Maabo is afkomstig uit Brokopondo. Ze komt uit het onderwijs en verrichtte jarenlang sociaal-cultureel werk. Tijdens de verkiezingen van 2010 was zij kandidaat voor de verkiezingsalliantie BVD/PVF op de lijst van Brokopondo. Ze verwierf toen onvoldoende stemmen voor een zetel in  DNA.
Ze kandideerde opnieuw tijdens de verkiezingen van 2015, waarbij ze deze keer op de lijst van de NDP uitkwam. Sergio Akiemboto en Frederik Finisie werden direct gekozen, waarbij Akiemboto zijn zetel afstond om directeur te kunnen blijven van Grassalco. Hierdoor schoof Wendell Asadang door naar het parlement. Toen Finisie vervolgens in 2018 de functie van districtscommissaris van Brokopondo accepteerde, kwam opnieuw een zetel van Brokopondo vrij. Hierop maakte Maabo haar entree in DNA. Ze werd geïnstalleerd op 25 september 2018. In het parlement richt ze zich op de Regionale Ontwikkeling en Sociale Zaken en Volkshuisvesting.